# Asura aureata
Asura aureata är en fjärilsart som beskrevs av Rothschild 1913. Asura aureata ingår i släktet Asura och familjen björnspinnare. Inga underarter finns listade i Catalogue of Life.